# Список персонажів Grand Theft Auto IV: The Lost and Damned
У даній статті наведена інформація про персонажів гри «Grand Theft Auto: The Lost and Damned».

## Головний герой
Озвучив: Скотт Хілл
Віце-президент байкерського клубу «The Lost MC» в Олдерні. Отримав контроль над бандою, коли лідер Біллі Грей був поміщений у в'язницю. Відносини між Грєєм і Клебіцем знаходились в натягнутому стані. Під управлінням Клебіца «The Lost MC» зміг мирно співіснувати з іншим байкерським клубом «Янголи смерті». Біллі Грей дотримувався протилежних поглядів в управлінні клубом. Клебіц налагодив бізнес, завдяки якому вся банда отримувала стабільний дохід. Пов'язаний з відомим наркодилером з Південного Бохана Елізабетою Торрес. У Джонні є брат Майкл, який старший Джонні на три роки. Саме він познайомив Джонні з Біллі Греєм. Сам Майкл став законослухняним громадянином та військовим, який вкрай негативного відноситься до злочинної діяльності Джонні і Біллі.
Джонні в минулому зустрічався з Ешлі Батлер. До відносин з Джонні вона була пристойною дівчиною, хотіла піти працювати моделлю, але після знайомства з ним вона почала вживати наркотики і всі її мрії залишилися в минулому. Після того, як він ловить її на зраді із Біллі Греєм, всі відносини припиняються. Попри це Джонні продовжує піклуватися про Ешлі і вони залишаються друзями. В кінці, коли вона в черговий раз попросить грошей для наркотиків, Джонні скаже їй, що все скінчено, і що він не хоче більше її знати і бачити.

## Основні персонажі
- Біллі Грей - президент клубу "The Lost MC", через арешт якого Джонні Клебіцу доводиться виконувати його обов'язки. На відміну від Джонні, який віддає перевагу мирному співіснування з клубом "Янголи смерті", Біллі починає між цима двома клубами війну. Поступово, через їх різні погляди на керування клубом, відносини Біллі та Джонні псуються. Пізніше Біллі намагається підставити Джонні, але це йому не вдається і його самого заарештовують. Через деякий час він погоджується давати свідчення проти свого клубу в обмін на пом'якшення покарання, тому Джонні Клебіцу доводиться його вбити.
- Джим Фіцджеральд - член клубу "The Lost MC" і найближчий друг Джонні Клебіца, який допомагає йому в деяких завданнях. Був вбитий Ніко Белликом за наказом Рея Бочіно через те, що разом із Джонні вкрав в нього гроші.
- Тері Торп - член клубу "The Lost MC" і близький друг Джонні Клебіца. Має власний фургон із збоєю і може доставляти її Джонні коли той попросить.
- Клей Сімонс - член клубу "The Lost MC" і близький друг Джонні Клебіца. Може доставляти Джонні новий байк замість втраченого коли той попросить.
- Браян Джеремі - член клубу "The Lost MC" який постійно підлизується до президента клубу Біллі Грея. Після ув'язнення Біллі Грея під час невдалого продажу наркотиків китайцям, був невдоволений тим, як Джонні Клебіц керує клубом, тому створив власну фракцію в клубі. Дві фракції клубу почали ворожнечу, результатом якої стало винищення всіх прихильників Браяна та його самого.
- Ешлі Баттлер - колишня дівчина Джонні Клебіца, з якою той розлучився через її зраду із Біллі Греєм та через її наркозалежність. Також, через свою наркозалежність, вона постійно потрапляє у великі неприємності, з яких Джонні Клебіцу доводиться її рятувати. Підтримує дружні стосунки із членом італійської мафії Реєм Бочіно.
- Елізабет Торрес - впливова наркоторговка пуерториканського походження, яка живе в Бохані. Вона була відомою в своїй рідній країні тим, що вона в 14 років з особливою жорстокістю вбила чоловіка, який намагався її зґвалтувати. Вона допомагала Джоні Клебіцу продати партію наркотиків. Пізніше поліція почала підбиратись до неї все ближче і ближче, що посилювало в неї параною, і врешті вона була заарештована.
- Томас Стаббс - конгресмен, який готовий піти на все заради розвитку своєї політичної кар'єри, зокрема він просить Джонні Клебіца вбити його дядька, щоб використати спадок для передвиборчої кампанії. Любить відпочивати в елітному клубі "Ойстерс" в Міддл-Парк-Іст. Він наймає Джонні Клебіца для декількох завдань. В кінці гри він попереджає Джонні Клебіца що Біллі Грей збирається давати проти нього свідчення.
- Рей Бочіно - капо-режиме кримінальної родини Пегоріно, який має дружні стосунки із Ешлі Баттлер. Він керував операцією із викрадення та продажу діамантів, хоча він втратив діаманти під час перестрілки в музеї. Під час тієї ж перестрілки Джонні Клебіц забрав гроші, але сказав Рею що гроші втрачені. Рей йому не повірив і через це вбив Джима Фіцджеральда та намагався вбити Джонні Клебіца.

## Другорядні персонажі
- Ніко Беллик - за проханням Елізабет Торрес допомагав Джонні Клебіцу продати наркотики. Пізніше за наказом Рея Бочіно разом із Джонні намагався продати діаманти в музеї "Лібертоніан".

- Луїс Лопес - особистий охоронець Тоні Прінса. Був присутнім при купівлі Прінсем діамантів, пізніше повернув собі діаманти напавши на Джонні, Ніко та покупців в музеї "Лібертоніан".

- Дейв Гросман - кандидат в члени клубу "The Lost MC", який працює в адвокатській конторі. Вперше зустрічається із Джонні в будівлі клубу. Другий раз біля офісу адвокатської контори, де Дейв просить Джонні залякати адвоката його співробітниці, щоб він не подавав проти нього позов за сексуальні домагання.
- Ангус Мартін - член клубу "The Lost MC", який внаслідок нещасного випадку став інвалідом.
- Джейсон Майклс - член клубу "The Lost MC", який зустрічався із Анною Фаустін і за це був вбитий Ніко Белликом за наказом її батька Міхаїла Фаустіна. Президент клубу, Біллі Грей, звинуватив в його вбивстві ворожий байкерський клуб "Янголи смерті".
- Малк та ДеШон - члени мотоциклетного клубу "Uptown Riders", які разом із Джонні Клебіцем та Джимом Фіцджеральдом викрадають мотоцикли в байкерського клубу "Янголи смерті", після чого продають їх закордон.
- Марта - контрабандистка наркотиків та коханка Елізабет Торрес, яка не говорить англійською мовою, а тільки іспанською. Була спіймана агентом ФБР в аеропорту Френсіс-Інтернешнал при спробі ввозу наркотиків і визволена Джонні Клебіцем за наказом Елізабет Торрес.